# Giuseppe Bertoloni
Giuseppe Bertoloni (Sarzana, 16 de setembro de 1804 — Bologna, 19 de dezembro de 1874) foi um botânico e entomologista, professor da Universidade de Bolonha, que se distinguiu no estudo da fauna e flora de Moçambique.

## Descrição
Foi professor de botânica na Universidade de Bolonha, que conserva as suas colecções no Museu da Universidade. Bertoloni trabalhou especialmente sobre a flora e fauna de Moçambique. Foi membro de La Società Entomologica Italiana.
O seu pai, Antonio Bertoloni (1775-1869), foi médico e botânico em Bologna.

## Publicações
Entre muitas outras, é autor das seguintes publicações:
- «Descriptio novae speciai e Coleoptorum ordine». Novi Comment. Acad. Scient. Inst. Boniensis. 3: 83. 1839
- «De Botyde silaceali, deque damno, quo afficit Cannabin sativam L.». Novi Comment. Acad. Scient. Inst. Boniensis. 6: 91. 1844
- «De duobus insectis Ulmo campestri, et Pyro Malo infensis». Novi Comment. Acad. Scient. Inst. Boniensis. 6: 459. 1844
- «Historia Lepidopterorum agri Bononiensis». Novi Comment. Acad. Scient. Inst. Boniensis. 7: 205. 1844
- «Historia Lepidopterorum agri Bononiensis». Novi Comment. Acad. Scient. Inst. Boniensis. 8: 105. 1846
- «Historia Lepidopterorum agri Bononiensis». Novi Comment. Acad. Scient. Inst. Boniensis. 9: 97. 1849
- «Illustratio rerum naturalium Mozambici. Dissertatio I. De Coleopteris». Novi Comment. Acad. Scient. Inst. Boniensis. 10: 381. 1849
- «Illustratio rerum naturalium Mozambici. Dissertatio II. De Coleopteris». Novi Comment. Acad. Scient. Inst. Boniensis. 10: 407. 1849
- «Illustratio rerum naturalium Mozambici. Dissertatio III. De Coleopteris». Novi Comment. Acad. Scient. Inst. Boniensis. 10: 423. 1849
- Illustrazione dei prodotti naturali del Mozambico. Academia delle scienze dell'instituto de Bologna. Dissertazione 4: 343-363 (1852)
- Coleoptera nova Mozambicana. Rendiconto delle sezione delle R. Academia delle scienze dell'instituto di Bologna 1855: 51-53 (1855)
- Illustratio rerum naturalium Mozambici. Coleoptera. Dissertatio 5. Memorie delle Academie delle scienze dell'instituto di Bologna. Memorie della sezione delle scienze naturali 1855 (1855)

Publicou também extensivamente na revista bolonhesa Nuovi annali delle scienze naturali (1834-1854).